# ヒュプネロトマキア・ポリフィリ

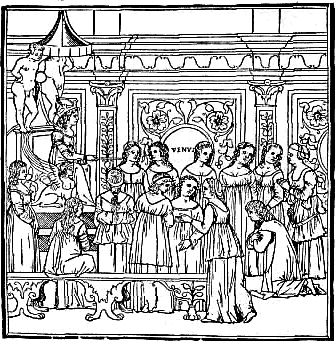
Eleuterylida女王の前に跪くポリフィーロ（『ヒュプネロトマキア・ポリフィリ』の挿絵）

『ヒュプネロトマキア・ポリフィリ』（ポリフィルス狂恋夢、Hypnerotomachia Poliphili）は、1499年にヴェネツィアで出版されたイタリア・ルネサンスを代表する挿絵入りの本で、主人公ポリフィルスが夢の中で、不思議な動物や妖精などに出くわしながら、恋人ポーリアを探し求める物語である。『ポリフィロの夢』とも呼ばれる。「Hypnerotomachia」とはギリシャ語のhypnos（夢）+eros（恋）+mache（戦い）で、つまり、題名は「ポリフィーロの夢の中の恋の戦い」という意味になる。
印刷史初期の本としても有名だが、インキュナブラの中でもとくに名高い挿絵入りの本である。初期ルネサンス様式で描かれた緻密な木版画の挿絵を伴う、格調高いページ・レイアウトのデザインはグーテンベルク基準（Gutenberg canon）と較べられる。内容は、謎めいた不可思議なアレゴリーで、主人公ポリフィーロは夢のような景色の中でエロティックな幻想を追い求める。

## 作者
『ヒュプネロトマキア・ポリフィリ』の初版は1499年12月に、アルドゥス・マヌティウスによってヴェネツィアで印刷された。作者は匿名だが、オリジナルの各章の最初にある、複雑に装飾された文字は折句になっていて、通して読むとイタリア語の「POLIAM FRATER FRANCISCVS COLVMNA PERAMAVIT（修道士フランチェスコ・コロンナは心からポーリアを愛する）」と読むことができ、そこから修道士のフランチェスコ・コロンナが作者だと解釈されている。しかし、研究者の中には、レオン・バッティスタ・アルベルティ、あるいはロレンツォ・デ・メディチを作者とする者もいる。ごく最近では、印刷者のアルドゥス・マヌティウス、あるいは同名異人のフランチェスコ・コロンナとする意見も現れた。挿絵画家についてはさらにはっきりせず、出版当時にはベネデット・ボルドンと考えられていた。1545年にはアルド印刷所から第二版が出版された。

## 特徴
『ヒュプネロトマキア・ポリフィリ』のテーマは、クアトロチェント（15世紀）の貴族たちに受けの良かった「宮廷の愛」、騎士道物語の伝統に沿ったものである。

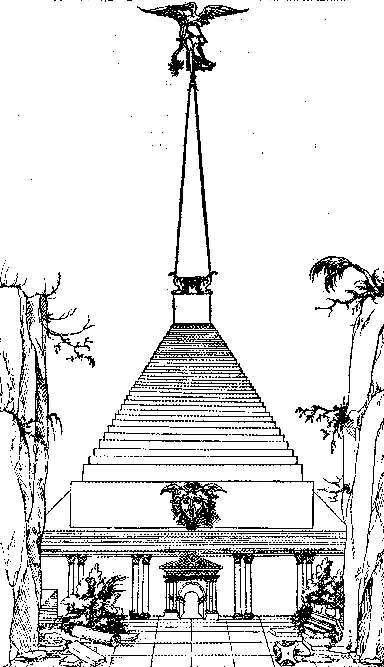
ピラミッド状の寺院

本文は奇怪なラテン語由来のイタリア語、ラテン語とギリシャ語を語源とする造語で書かれている。そこには何の説明もない。他にも、イタリア語が語源の語や、挿絵にはアラビア語やヘブライ語が使われている。作者は自分の使おうとした語が不正確な時にも新語を作った（古代エジプトの神聖文字をいくつか使っているが、それらは間違っている）。
物語の舞台は1467年で、主人公ポリフィーロ（ギリシャ語：Polú 「多くを」+Philos 「愛する者」）は恋人のポーリア（「多くのもの」という意味）を探して、牧歌的・古典的な夢の世界をさまよう。作者のスタイルは凝りに凝っている。
インキュナブラの中でもその美しさ、とくに、タイポグラフィの質と明瞭さは有名である。活字書体はフランチェスコ・グリッフォ（Francesco Griffo）の作で、1495年にアルドゥスがピエトロ・ベンボの『De Aetna』で最初に使ったことから、1928年にスタンリー・モリソンが復刻した時、「Bembo」という活字名になった。
テキストが熱を帯びて語るポリフィーロの冒険の場面、建築物を描いた168の美しい木版画の挿絵はこの本の見所である。殺風景であると同時に華麗であるライン・アート（Line art）の集大成と言えるものである。心理学者カール・グスタフ・ユングはこの本を賞賛したが、この本の夢のイメージはユングの「元型」理論を予言するものだと言われている。木版画挿絵のスタイルは、オーブリー・ビアズリー、ウォルター・クレイン、ロバート・アニング・ベル（Robert Anning Bell）といった19世紀後期のイングランドのイラストレーターたちに影響を与えた。
空想的でありながら、古代建築や錬金術、植物学といった幅広い教養を背景に描かれており、当時の人にとって、古代異世界に関する一種の百科事典的存在でもあった。

## あらすじ
ポリフィーロは眠れない夜を過ごしていた。原因は、恋人のポーリアが避けていたからである。ポリフィーロは荒涼とした森に運ばれ、道に迷う。ドラゴン、狼、乙女たち、さまざまな巨大建造物と遭遇しては逃げ、眠りに落ちる。目覚めると第2の夢（夢の中の夢）の中にいる。ポリフィーロはニンフたちに女王のところに連れて行かれる。そこでポリフィーロは、ポーリアへの愛を告白するよう言われ、そうする。それから二人のニンフに3つの門のあるところに案内される。ポリフィーロは3番目の門を選び、門をくぐると、そこで恋人を見つける。二人は婚約するためにニンフたちに寺院に連れて行かれる。その途中、二人の結婚を祝福する5つの勝利の行列と出会う。その後、二人は水夫長のキューピッドと共にはしけに乗って、キティラ島に連れて行かれる。そこでも二人の結婚を祝福する別の行列を見る。
物語は続いてポーリアの視点から、ポリフィーロのエロトマキア（erotomachia, 恋の戦い）を描写する。
本の1/5後に再びポリフィーロの視点から物語は語られる。ポーリアはポリフィーロを拒絶するが、キューピッドが幻となってポーリアの前に現れ、ポーリアを無理矢理ポリフィーロのところに戻させ、キスさせる。ポリフィーロは恋人の足下で死んだように気絶する。意識が戻ると、ヴィーナスが二人の愛を祝福し、最後に二人は結ばれる。ポリフィーロがポーリアを腕に抱こうとした時、ポーリアが跡形もなく消失する。そこでポリフィーロは夢から覚める。

## ギャラリー

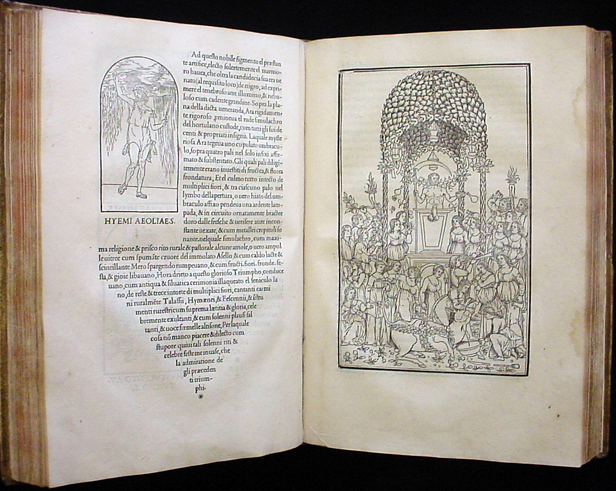
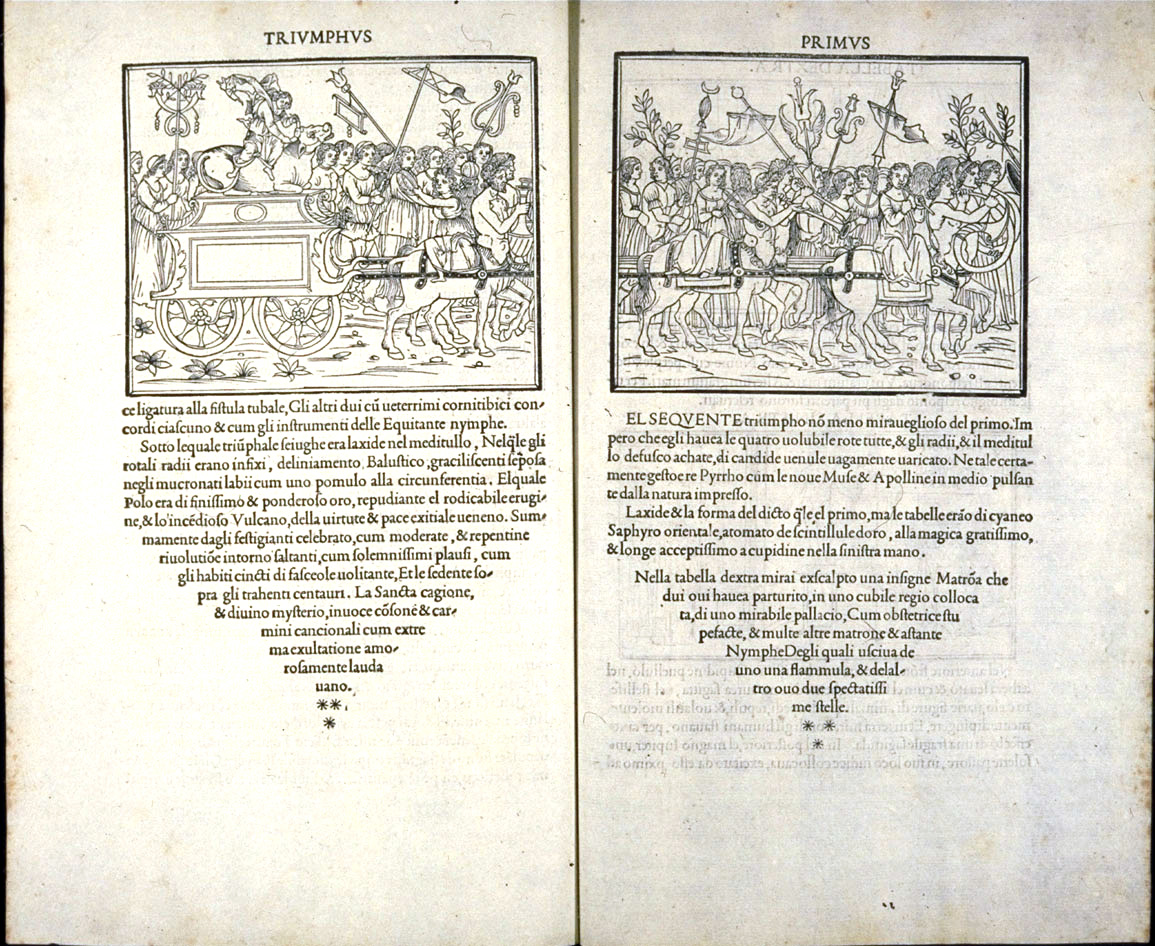
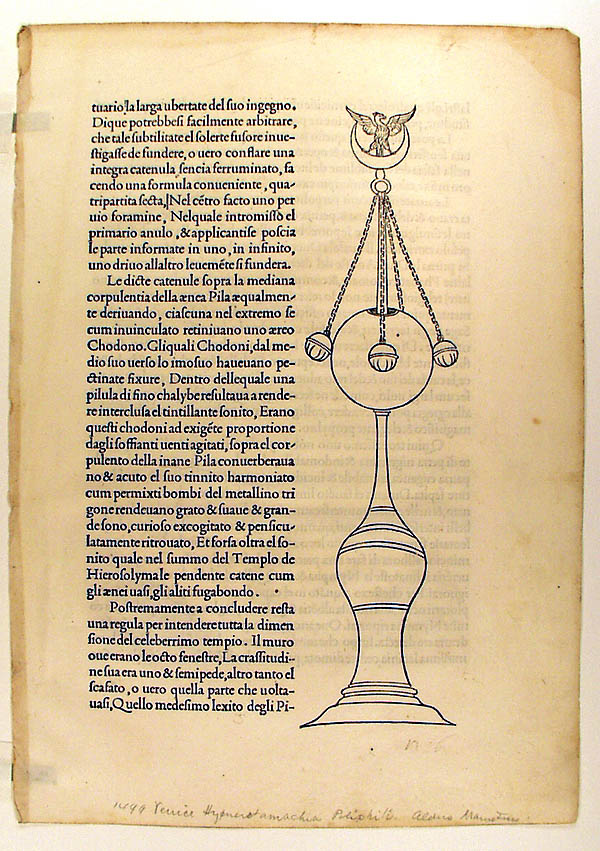

## 言及と引用
- フランソワ・ラブレーの『ガルガンチュワとパンタグリュエル』にこの本のことが短く言及されている（第1巻、第9章）。
- アルトゥーロ・ペレス＝レベルテの『呪のデュマ倶楽部』第3章（および映画化作品『ナインスゲート』）にこの本の1545年版への言及がある。
- Russia's Pilot Animation Studio（英語版）の監督Andrei Svislotskiy（英語版）はこの本を原作にした8分間の短編アニメーション映画『Гипнэротомахия』を製作した[4]。
- ジョン・クロウリーの『Love & Sleep』（1994年）のタイトルとテーマはこの本に由来している。
- イアン・コールドウェル（Ian Caldwell）とダスティン・トマソン（Dustin Thomason）の共作『フランチェスコの暗号（The Rule of Four）』は、この本の謎を解読しようとするプリンストン大学の学生たちの物語である。この小説の中で、修道士フランチェスコ・コロンナとは別の作者説が提起されている
- ウンベルト・エーコの『The Mysterious Flame of Queen Loana』（2004年）の記憶喪失の主人公はこの本と関係がある。

## 日本語訳
- 『ヒュプネロートマキア・ポリフィリ―全訳・ポリフィルス狂恋夢』
フランチェスコ・コロンナ、大橋喜之訳、八坂書房、2018年
- 『ポリフィルス狂戀夢』
フランチェスコ・コロンナ、ジョスリン・ゴドウィン解説、高山宏訳、東洋書林、2024年